# Chondodendron tomentocarpum
Chondodendron tomentocarpum är en tvåhjärtbladig växtart som först beskrevs av Henry Hurd Rusby, och fick sitt nu gällande namn av Harold Norman Moldenke. Chondodendron tomentocarpum ingår i släktet Chondodendron och familjen Menispermaceae. Inga underarter finns listade i Catalogue of Life.